# Organy i jednostki organizacyjne Unii Europejskiej oraz Euroatomu
Uwaga! Ten artykuł opisuje nieaktualny stan prawny. Jeśli możesz, popraw treść na podstawie najświeższych informacji.
Dokładniejsze informacje o tym, co należy poprawić, być może znajdują się w dyskusji tego artykułu.
 Po wyeliminowaniu niedoskonałości należy usunąć szablon [[Szablon:Dopracować|]] z tego artykułu.

## Instytucje Unii Europejskiej
Instytucje Unii Europejskiej to 7 głównych organów UE wymienionych w art. 13. Traktatu o Unii Europejskiej.
Jedna spośród nich, Europejski Bank Centralny, posiada ponadto własną, odrębną podmiotowość w stosunkach międzynarodowych.

## Jednostki UE inne niż instytucje, posiadające własną, odrębną podmiotowość międzynarodową

### Europejski Mechanizm Stabilności
- Europejski Mechanizm Stabilności

### Europejski Instytut Uniwersytecki
- Europejski Instytut Uniwersytecki, Florencja

## Organy doradcze
- Komitet Ekonomiczno-Społeczny
- Komitet Regionów

## Powiązane służby
- Europejskie Służby Zatrudnienia

## Powiązane organizacje
- Europejska Agencja Kosmiczna
- Europejski Obszar Gospodarczy